# Jane Getz
Jane Getz (* 12. September 1942) ist eine US-amerikanische Jazzpianistin und Studiomusikerin.

## Leben und Wirken
Getz, die in Los Angeles und San Francisco aufwuchs, galt als musikalisches Wunderkind und wechselte im Alter von neun Jahren von der Klassik zum Jazz.  Im Alter von 15 Jahren verließ sie die High School und zog nach New York City, wo sie binnen kurzem mit Pony Poindexter spielte. Während der nächsten Jahre arbeitete sie mit zahlreichen Jazzstars, insbesondere mit Charles Mingus, Rahsaan Roland Kirk, Charles Lloyd und Pharoah Sanders, giggte aber auch mit Stan Getz (mit dem sie nicht verwandt ist) oder Jay Clayton. Sie war an Pharoah Sanders erster Platte ebenso beteiligt wie an Mingus’ Album Right Now: Live at the Jazz Workshop.
1971 kehrte sie der Jazzszene den Rücken und zog nach Kalifornien zurück, um als Studiomusikerin zu arbeiten. Unter dem Künstlernamen Mother Hen spielte sie Countrymusik ein, ist aber auch auf vielen Pop- und Rockalben zu hören (beispielsweise bei den Bee Gees, Ringo Starr, Harry Nilsson oder John Lennon). In den 1990ern wandte sie sich wieder dem Jazz zu. Seit 1995 spielt sie im Quartett von Dale Fielder, arbeitet aber auch mit einem eigenen Trio in den Jazzclubs von Los Angeles. 1996 nahm sie ihr erstes Jazz-Album No Relation (Clarion Jazz) unter eigenem Namen auf, nachdem sie 1971 mit Mother Hen und 1972 mit No Ordinary Child bereits Alben im Bereich der Pop- und Countrymusik veröffentlicht hatte. 2014 legte sie unter dem Titel Running With the Big Dogs ihre Autobiographie vor.

## Auswahldiskografie
- Pharoah Sanders: Pharoah’s First (ESP, 1964, mit Stan Foster, William Bennett, Marvin Patillo)
- Charles Mingus: Right Now (OJC, 1964)
- No Relation (1996)
- Dave Pike: Bophead  (Ubiquity, 1998)
- A Dot on the Map (2014, mit Pat Senatore, Kendall Kay u. a.)

als Mother Hen
- Mother Hen (1971)
- No Ordinary Child (1972)